# Grotte du Pas-de-Joulié
La grotte du Pas-de-Joulié est un site préhistorique situé sur le territoire de la commune de Trèves, en France.

## Généralités
La grotte est située sur le massif de Canayère, sur le territoire de la commune de Trèves, dans le département du Gard, en région Occitanie, en France.

## Histoire
La grotte est explorée en mars 1952 par le groupe spéléologique de la société alpine de Millau, sur les indications du garde de la maison forestière de la Canayère.
La grotte est classée au titre des monuments historiques par arrêté du 24 novembre 1953.

## Description
Dans une grande galerie, les restes de plus de 300 individus à même le sol ont été découverts,. Ces restes humains sont datés de 2300 av J.C.. L'origine de ce dépôt n'est pas définie, il peut s'agir de décès individuels successifs, ou bien le résultat d'un conflit armé meurtrier ou encore, le résultat d'une épidémie. 
Le matériel archéologique découvert à côté de ces corps est pauvre : seule une hache en pierre ainsi que quelques céramiques et poteries de l'âge du Bronze sont présentes. Les vestiges de la grotte sont exposés au musée de Millau.